# Champ profond de Chandra Sud

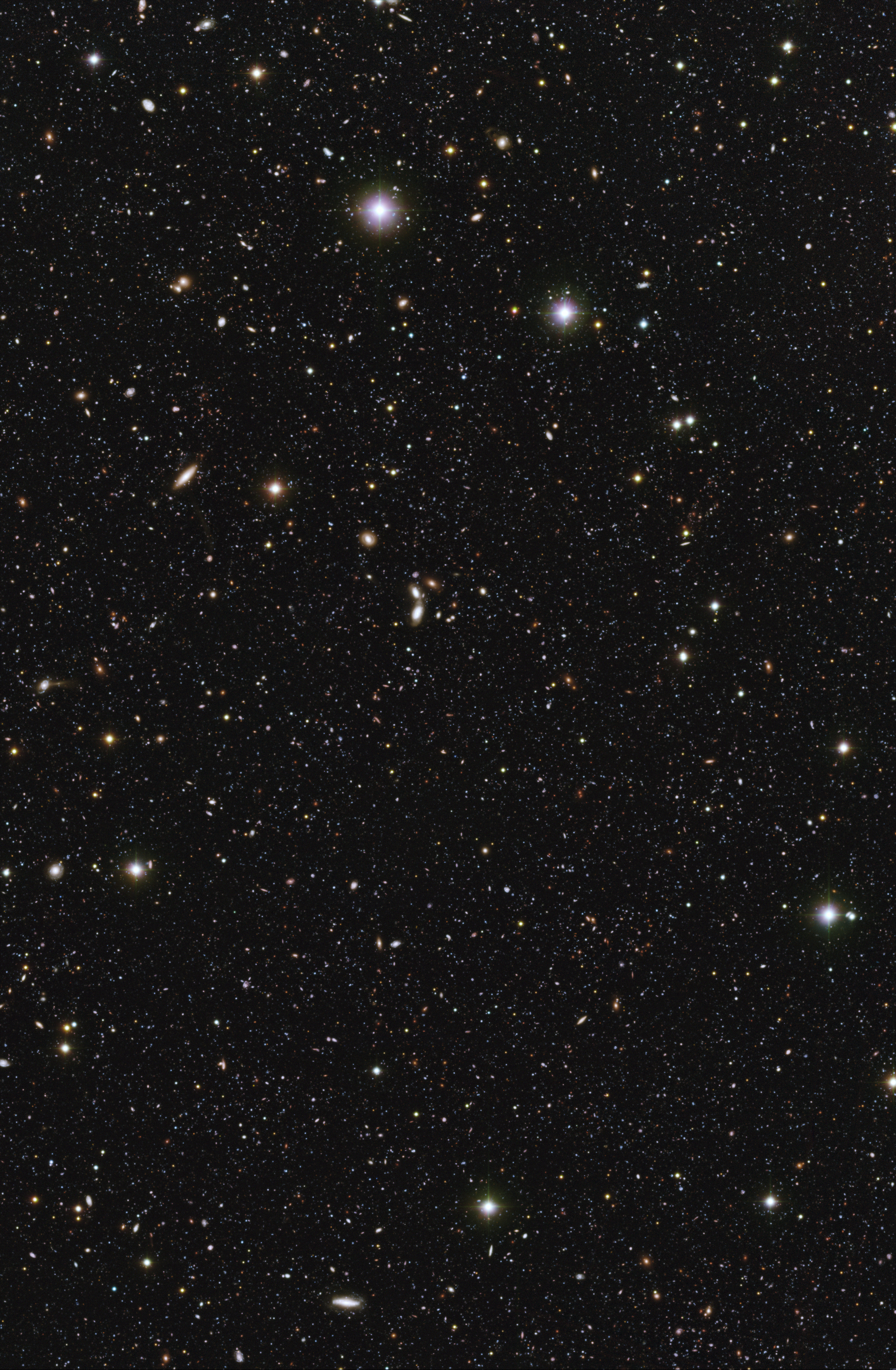
Le champ profond de Chandra Sud, observé dans les bandes U, B, et R.

Le champ profond de Chandra sud (Chandra Deep Field South ou CDF-S) est une série d'images prises en 2001 par le télescope spatial Chandra dans la constellation du Fourneau. Centré sur les coordonnées 3h 32m 28.0s et -27° 48′ 30″ (J2000.0), le champ fait environ 16 minutes d'arc de côté et s'étend sur environ 0,11 degré carré. L'endroit a été choisi en raison du peu d'objets astronomiques et de gaz qui s'y trouvent, permettant ainsi une « fenêtre » d'observation à travers notre galaxie afin d'y apercevoir le reste de l'Univers,,.
L'image a été composée par une équipe menée par Riccardo Giacconi à partir de 11 expositions réalisée en 1999-2000 et totalisant plus d'un million de secondes d'observation.
Des observations multispectrales de la région ont été réalisées en collaboration avec le Very Large Telescope et l'Observatoire du Cerro Paranal. Elles ont permis notamment d'établir que les émissions de fond en rayons X qui en proviennent sont créées par les trous noirs supermassifs situés au centre des galaxies. Elles ont également permis une meilleure compréhension des quasars de type II. L'image a ainsi permis à l'époque la découverte du plus distant quasar de ce type, ayant un décalage vers le rouge z = 3,7, ce qui correspond à une distance d'environ 12 milliards d'années-lumière.